# リワカ川
リカワ川（リカワがわ、Riwaka River）は、ニュージーランドの南島の北西部、タスマン地方にある川。公式にはリワカ川からリウワカ川（Riuwaka River）に改称された。リワカ川は最小流量400L/sを維持するために、200L/sの取水量制限が課されている。長さは約20kmであり、モトゥエカの北約10kmにあるリワカ付近でタスマン湾に注ぐ。河口部は、ザルガイ科などの魚介類の漁場として重要である。また川ではブラウントラウト釣りをすることができる。
リワカ川の谷と、付近を流れるタカカ川は、タスマン湾とゴールデン湾を結ぶ唯一の道路となっている。
流路中に石灰岩の洞窟を抜ける地下区間があり、リワカ川源泉（リワカ・リサージェンス、英語: Riwaka Resurgence）で地上に現れる。リカワ川源泉は水晶のように透明な水で、盛夏でも冷たく、行楽客やダイバーが訪れる。